# Apanteles stagmatophorae
Apanteles stagmatophorae är en stekelart som beskrevs av Charles Joseph Gahan 1919. Apanteles stagmatophorae ingår i släktet Apanteles och familjen bracksteklar. Inga underarter finns listade i Catalogue of Life.